# 錫占
錫占，清朝政治人物。滿洲正藍旗人。
錫占為舉人出身。乾隆二十年（1755年）一月，出任湖南永順府龍山縣知縣。